# The Star and the Story
The Star and the Story è una serie televisiva statunitense in 39 episodi trasmessi per la prima volta nel corso di 2 stagioni dal 1955 al 1956.
È una serie di tipo antologico in cui ogni episodio rappresenta una storia a sé. Gli episodi sono storie di genere drammatico e vengono presentati da Henry Fonda.

## Interpreti
La serie vede la partecipazione di numerose star cinematografiche e televisive, molte delle quali interpretarono diversi ruoli in più di un episodio.
- Hugh Sanders (5 episodi, 1955-1956)
- Frank Lovejoy (4 episodi, 1955-1956)
- Hillary Brooke (4 episodi, 1955-1956)
- Judith Anderson (4 episodi, 1955-1956)
- Howard Duff (3 episodi, 1955-1956)
- Thomas Mitchell (3 episodi, 1955-1956)
- Beverly Garland (3 episodi, 1955-1956)
- Peggy Maley (3 episodi, 1955-1956)
- Zachary Scott (2 episodi, 1955-1956)
- Nancy Gates (2 episodi, 1955-1956)
- Charles Coburn
- Angela Lansbury (2 episodi, 1955-1956)
- Edmond O'Brien (2 episodi, 1955)
- Chuck Connors (2 episodi, 1955-1956)
- George Macready (2 episodi, 1955)
- Christopher Dark (2 episodi, 1956)
- Edward Colmans (2 episodi, 1955)
- Robin Hughes (2 episodi, 1955)
- Salvador Baguez (2 episodi, 1955)
- Mack Williams (2 episodi, 1955)
- Brian Aherne (2 episodi, 1955-1956)
- Teresa Wright (2 episodi, 1955-1956)
- Jan Sterling (2 episodi, 1955)

## Produzione
La serie fu prodotta da Warren Lewis per la Four Star Productions.

### Registi
Tra i registi sono accreditati:
- Roy Kellino in 5 episodi (1955-1956)
- Lewis R. Foster in 3 episodi (1955-1956)
- Robert Stevenson in 3 episodi (1955-1956)
- Arthur Ripley in 3 episodi (1955)
- Alvin Ganzer in 2 episodi (1955-1956)
- Peter Godfrey in 2 episodi (1955-1956)
- Reginald Le Borg in 2 episodi (1955-1956)
- Francis D. Lyon in 2 episodi (1955)

### Sceneggiatori
Tra gli sceneggiatori sono accreditati:
- Frederick Brady in 9 episodi (1955-1956)
- W. Somerset Maugham in 5 episodi (1955-1956)
- DeWitt Bodeen in 4 episodi (1955-1956)
- Clock Dailey in 2 episodi (1955)
- Larry Marcus in 2 episodi (1955)

## Distribuzione
La serie fu trasmessa negli Stati Uniti dall'8 gennaio 1955 al 14 aprile 1956 in syndication.
La serie è stata trasmessa in seguito anche con i titoli:
- The Henry Fonda Show
- Henry Fonda presents The Star and the Story
- Neighbor Theater

## Episodi
| Stagione         | Episodi | Prima TV USA |
| ---------------- | ------- | ------------ |
| Prima stagione   | 23      | 1955         |
| Seconda stagione | 16      | 1955-1956    |